# Gras (Moselle)
Pour les articles homonymes, voir Gras.
Gras est une ancienne commune française du département de la Moselle en région Grand Est. Elle est rattachée à celle de Sainte-Barbe depuis 1810.

## Toponymie
Cette localité est mentionnée sous le nom de Gray en 1404, Gra en 1610 et enfin Gras en 1793.
Pendant l'annexion allemande de 1940 à 1944, elle est renommée Grasweiler.

## Histoire
À l'époque de l'Ancien régime, Gras dépend des Trois-Évêchés et plus précisément du bailliage de Metz sous la coutume de cette ville. En 1681, ce lieu est un fief avec justice haute, moyenne et basse, mouvant du roi de France et appartenant au chapitre de la cathédrale de Metz.
Le 23 mai 1810, la commune de Gras est réunie à celle de Sainte-Barbe par décret.

## Démographie
| 1793 | 1800 | 1806 |
| ---- | ---- | ---- |
| 86   | 82   | 95   |